# AOA Cream
AOA Cream fue una de las subunidades de la banda femenina surcoreana AOA, formada por FNC Entertainment en 2016. Estaba compuesta por tres miembros: Yuna, Hyejeong y Chanmi. El grupo se hizo notable por su primer sencillo «I'm Jelly Baby».

## Historia

### 2016-2021: «I'm Jelly Baby» y salida de Yuna
A principios de 2016, FNC Entertainment anunció oficialmente la formación de un nuevo subgrupo. A comienzos de febrero del mismo año, la discográfica comenzó a proporcionar teasers de las miembros de su próximo debut. El sencillo debut, «I'm Jelly Baby» fue lanzado el 11 de febrero de 2016. El sencillo se posicionó en el puesto 25° de Gaon Singles Chart. Su éxito les había ganado páginas en varias revistas, incluyendo Cosmopolitan.
A finales de 2019, el grupo presentó su sencillo en el programa de televisión Queendom. El 1 de enero de 2021, FNC Entertainment anunció que el contrato de Yuna había expirado y que dejaría la compañía.

## Discografía

### Sencillos
| Título           | Año  | Posiciones en gráficos | Ventas               | Álbum     |
| Título           | Año  | COR                    | Ventas               | Álbum     |
| ---------------- | ---- | ---------------------- | -------------------- | --------- |
| «I'm Jelly Baby» | 2016 | 26                     | - COR (DL): 168 192+ | Sin álbum |

## Filmografía

### Programas de variedades
| Año  | Título      | Cadena      | Nota(s)   | Ref.   |
| ---- | ----------- | ----------- | --------- | ------ |
| 2016 | Weekly Idol | MBC Every 1 | Invitadas | [ 12 ] |